# Jiří Karásek
Jiří Karásek ze Lvovic, właściwie Jiří Josef Antonín Karásek (ur. 24 stycznia 1871, zm. 5 marca 1951) – czeski pisarz i poeta; przedstawiciel czeskiej dekadencji i symbolizmu w literaturze czeskiej.

## Życiorys
Josef Karásek ukończył gimnazjum w Pradze. Przez jeden rok studiował teologię na uniwersytecie praskim, później zaczął pracować na C. K. Poczcie. Przydomek ze Lvovic dołączył do swojego nazwiska na podstawie przekonania, że jego przodkiem był astronom żyjący w XVI wieku, Cyprián Lvovický ze Lvovic, co jest często tłumaczone zamiłowaniem dekadentów w poszukiwaniach arystokratycznych korzeni.
W 1894 roku założył razem z Arnoštem Procházką czasopismo artystyczne „Moderní revue”, w którym były publikowane dzieła przede wszystkim przedstawicieli czeskiej i francuskiej dekadencji. Na łamach tego pisma współpracował m.in. z Stanisławem Przybyszewskim, Emanuelem z Lešehradu i Karelem Hlaváčkem. Przez wiele lat kolekcjonował dzieła różnych artystów, szczególnie malarzy i grafików z krajów słowiańskich. Pod koniec życia ofiarował swoją kolekcję Domie Tyršów w Pradze. Od 1954 roku kolekcja stanowi część zbiorów Památníku národního písemnictví. Jiří Karásek zmarł w samotności, w Pradze w 1951 roku na zapalenie płuc. Został  pochowany na cmentarzu Malvazinky.

## Dzieło
Jiří Karásek przejawił w swej twórczości tendencję do burzenia różnych tabu społecznych i estetycznych. Podobnie jak Stanisław Przybyszewski, był zwolennikiem idei niczym nie skrępowanej miłości, w tym homoseksualnej. Dzieła Jiřígo Karáska wyróżniają się także oryginalnymi opisami stanu umysłu i toku myśli.
- 1884: Zazděná okna: Básně (1892-1893)
- 1895: Sodoma: Básně Jiřího Karáska – książka była zakazana cenzurą i ukazała się ponownie po 10 latach
- 1986: Kniha aristokratická: básně Jiřího Karáska
- 1897: Sexus necans
- 1900: Gothická duše: román
- 1902: Renaissanční touhy v umění: kritická studie
- 1905: Chimaerické výpravy: kritcké studie
- 1907-1925: Romány tří mágů:
  - Ganymedes (1925)
  - Román Manfreda Macmillena (1907)
  - Scarabeus (1908)